# オーエー・システム・プラザ
株式会社オーエー・システム・プラザ（英: OA System Plaza Co., Ltd.）は、かつて存在した日本のパソコンショップである。

## 概要
1983年（昭和58年）、名古屋市中区にて中古パソコン販売を目的に創業。社長は大喜（だいき）氏。
かつては「OAシステムプラザ」という名前でパソコンショップを展開していたが、ピーシーデポコーポレーションとのフランチャイズ契約により「PC DEPOT」へ転換。後に一部店舗をピーシーデポコーポレーションに譲渡し撤退。上場廃止した後、プロジェ・ホールディングスの完全子会社を経て法人解散した。

## 沿革
- 1983年（昭和58年）4月1日 - 「株式会社オーエー・システム・プラザ」を設立。
- 1996年（平成8年）3月 - 日本証券業協会（現・ジャスダック）に株式を店頭登録。
- 2004年（平成16年）
  - 10月 - 株式会社ピーシーデポコーポレーションと資本・業務提携。
  - 12月 - ジャスダック証券取引所に上場。
- 2006年（平成18年）
  - 1月 - 東西キャピタル株式会社および株式会社パナッシュ、株式会社ディーアンドアール・インテグレイツ、株式会社ダイヤモンドエージェンシーを子会社化。
  - 6月 - 株式会社アポロ・インベストメント（現・ステラ・グループ株式会社）の連結子会社となる。
- 2007年（平成19年）10月 - 子会社であったオーエー・システムズ（旧・東西キャピタル株式会社）を吸収合併。
- 2008年（平成20年）
  - 2月12日 - 株式会社ピーシーデポコーポレーションとの資本・業務提携を解消（フランチャイズ契約は継続）。
  - 11月 - 連結子会社であった株式会社パナッシュ（現・株式会社オーパ）の全事業を株式会社アドックに譲渡。
- 2009年（平成21年）
  - 1月30日 - 株式会社オーパの解散決議を承認（2009年9月18日清算結了）。
  - 3月2日 - 連結子会社であった株式会社ディーアンドアール・インテグレイツの全株式を株式会社ジークホールディングスに譲渡。
- 2010年（平成22年）1月12日 - 連結子会社であった株式会社ダイヤモンドエージェンシーの全株式を株式会社カンポマリノに譲渡、これにより子会社はなくなった。
- 2012年（平成24年）
  - 2月 - PC販売事業から撤退。
  - 5月29日 - 上場廃止[1]。
  - 6月1日 - 株式交換により株式会社プロジェ・ホールディングスの完全子会社となる[1]。
  - 7月27日 - 解散し登記を閉鎖[2]。

## 店舗一覧
2011年11月末現在の店舗数は以下の計10店舗。（）内は旧OAシステムプラザ店名。
PC DEPOTからフランチャイズ契約期間の満了に伴う契約の終了通知を受領したことに伴い、フランチャイズの継続、独自ブランドの構築、他フランチャイズへの加盟等、PC DEPOTと協議を続けていたが2012年1月末でフランチャイズ契約を終了し、PC販売事業から撤退することになった。

### PC DEPOTの店舗

#### 東北
- 八戸新井田店 - （八戸店）　PC DEPOTに営業引き継ぎ。
- 盛岡仙北店 - （盛岡店）　PC DEPOTに営業引き継ぎ。
- 北上店 - （北上店）　PC DEPOTに営業引き継ぎ。
- 福島西店 - （福島店）　PC DEPOTに営業引き継ぎ。

#### 中部
- 半田インター店 - （半田店）　PC DEPOTに営業引き継ぎ。
- 岡崎戸崎店 - （岡崎店）　2011年12月2日開店の岡崎羽根店に営業引継ぎ。
- 一宮名岐バイパス店　PC DEPOTに営業引き継ぎ。

#### 四国
- 松山店 - （松山店）　2012年1月15日閉店。
- 高松東バイパス店-（高松東バイパス店）　PC DEPOTに営業引き継ぎ。
- 徳島店 - （徳島店）　2012年1月15日閉店。

#### 沖縄
- 豊見城店 - （沖縄南店） 2012年1月29日閉店。

### かつて存在したPC DEPOTの店舗
- 山形花楯店
- 酒田店
- 高岡駅南店
- 宇和島店 - 2006年8月20日閉店。
- 北谷店 - （沖縄店）

### かつて存在したOAシステムプラザの店舗
- 北見店
- 函館店
- 釧路店
- 北見店
- 青森店
- 秋田店
- 仙台店
- 酒田店
- 東京店
- ラジ館店
- 東京本店
- 秋葉原V-BOX店
- 八王子店
- 横浜西口店
- 静岡店
- 浜松店
- 豊橋店
- 名古屋店
- 大須店
- アメ横店
- 第2アメ横店
- 岐阜店
- 一宮店
- 知立店
- 新潟店
- 高岡店
- 京都店
- 京都2号店
- 大阪本店
- 大阪日本橋店
- 岡山店
- 倉敷店
- 福山店
- 下関店
- 山口店
- 高松店
- 高知店
- 福岡ジークス店
- 久留米店
- 長崎店
- 佐賀店
- 佐世保店
- 鹿児島店